# Laelia superbiens
Laelia superbiens är en orkidéart som beskrevs av John Lindley. Laelia superbiens ingår i släktet Laelia och familjen orkidéer. Inga underarter finns listade i Catalogue of Life.

## Bildgalleri

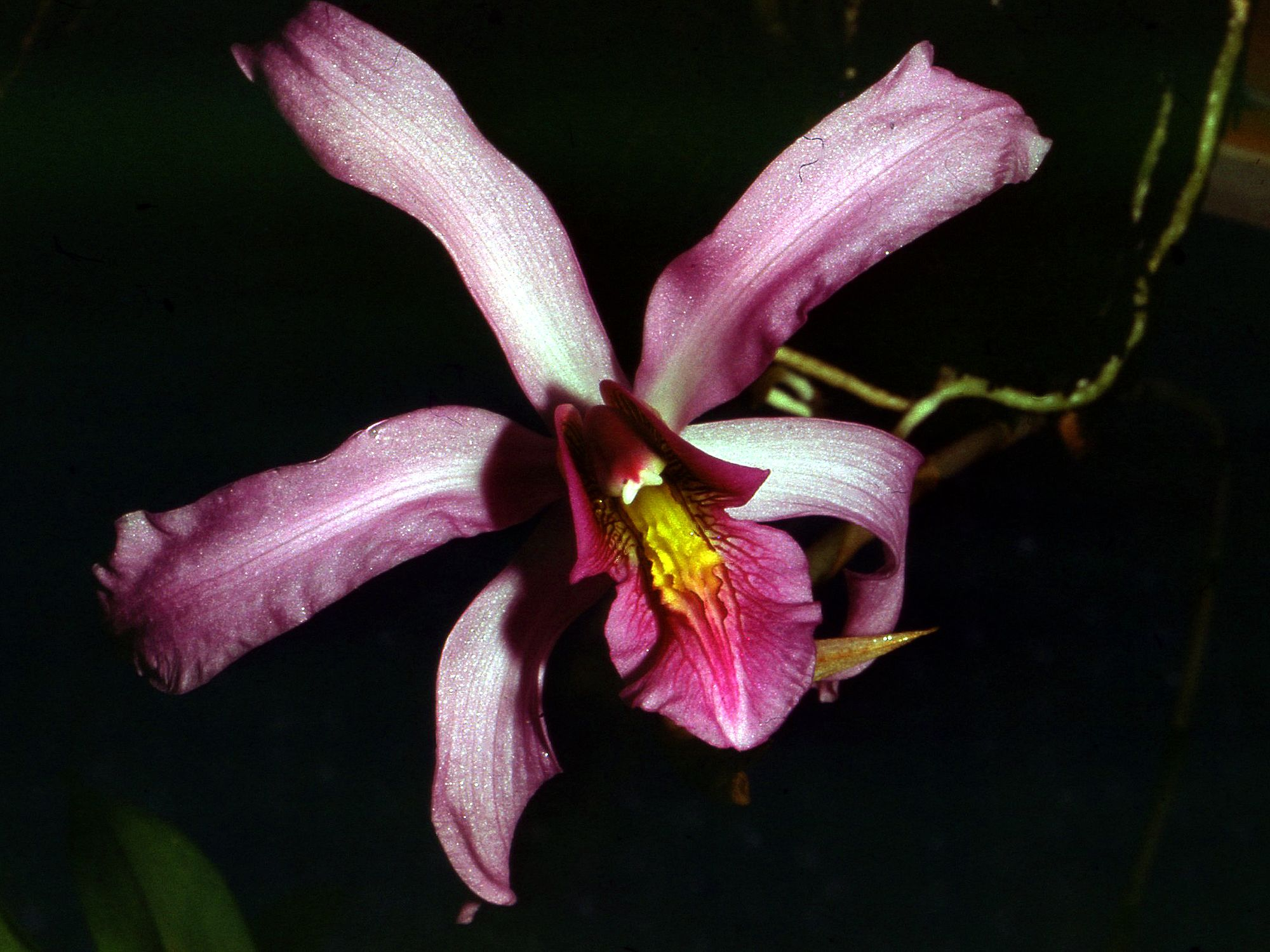
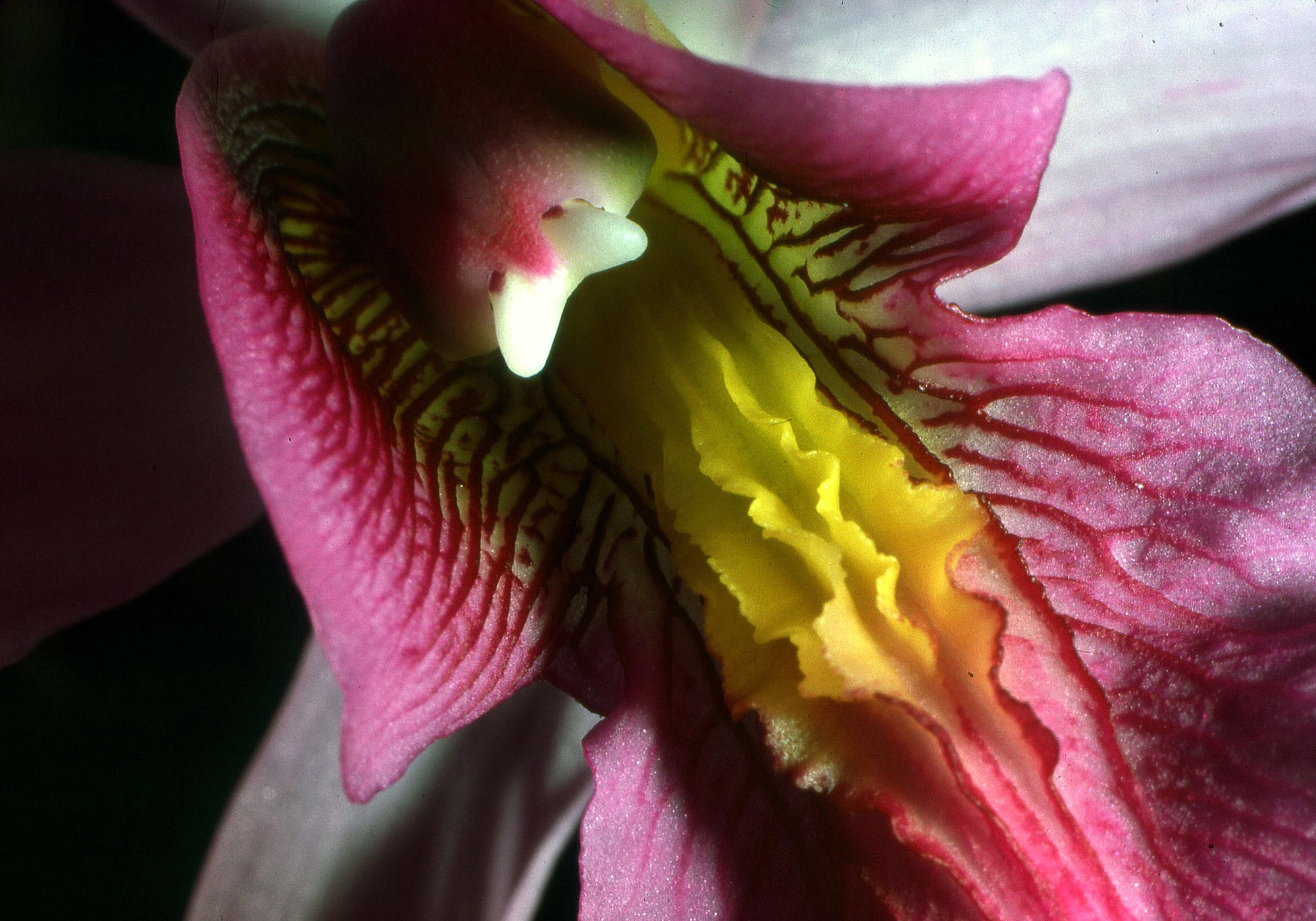
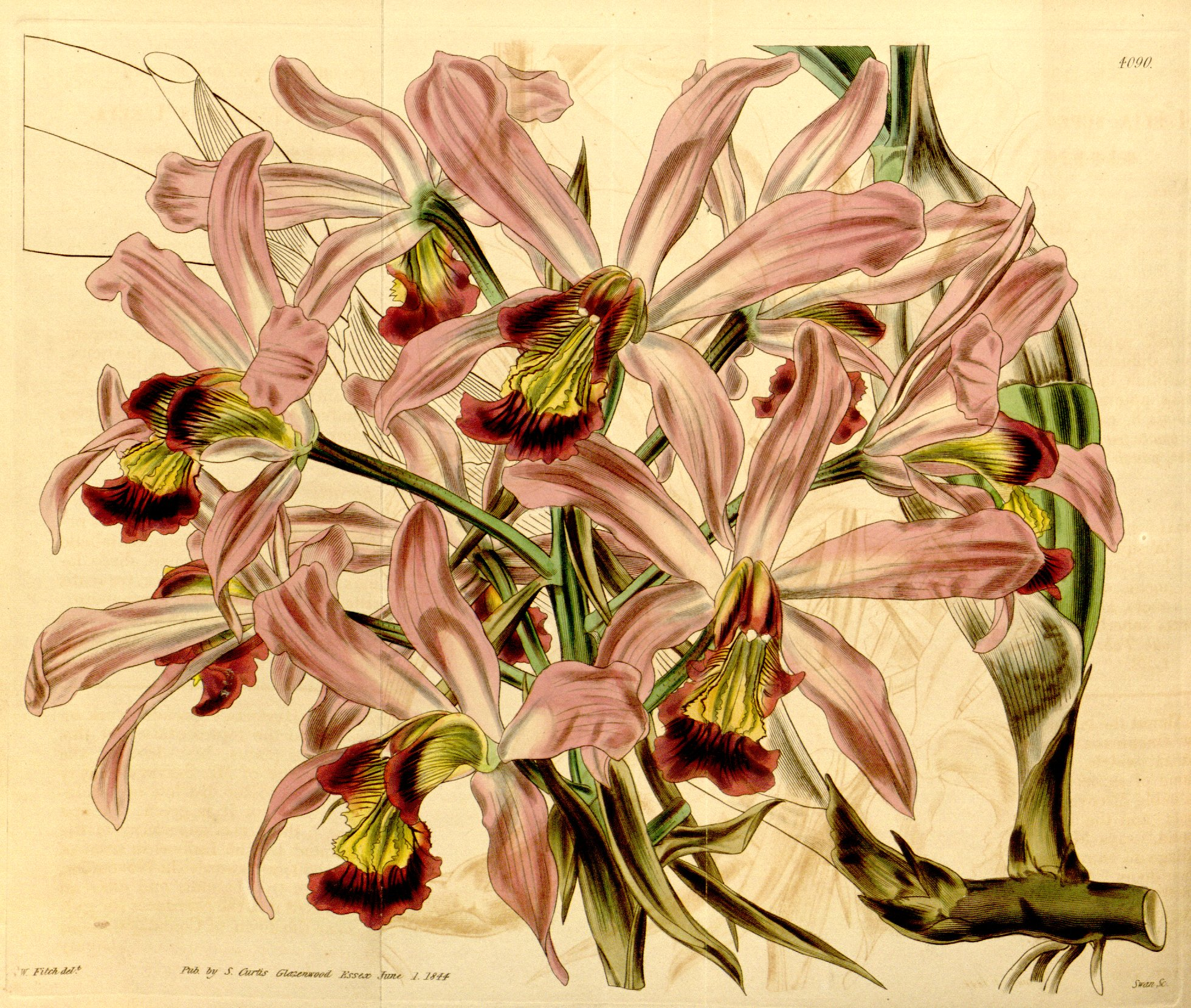
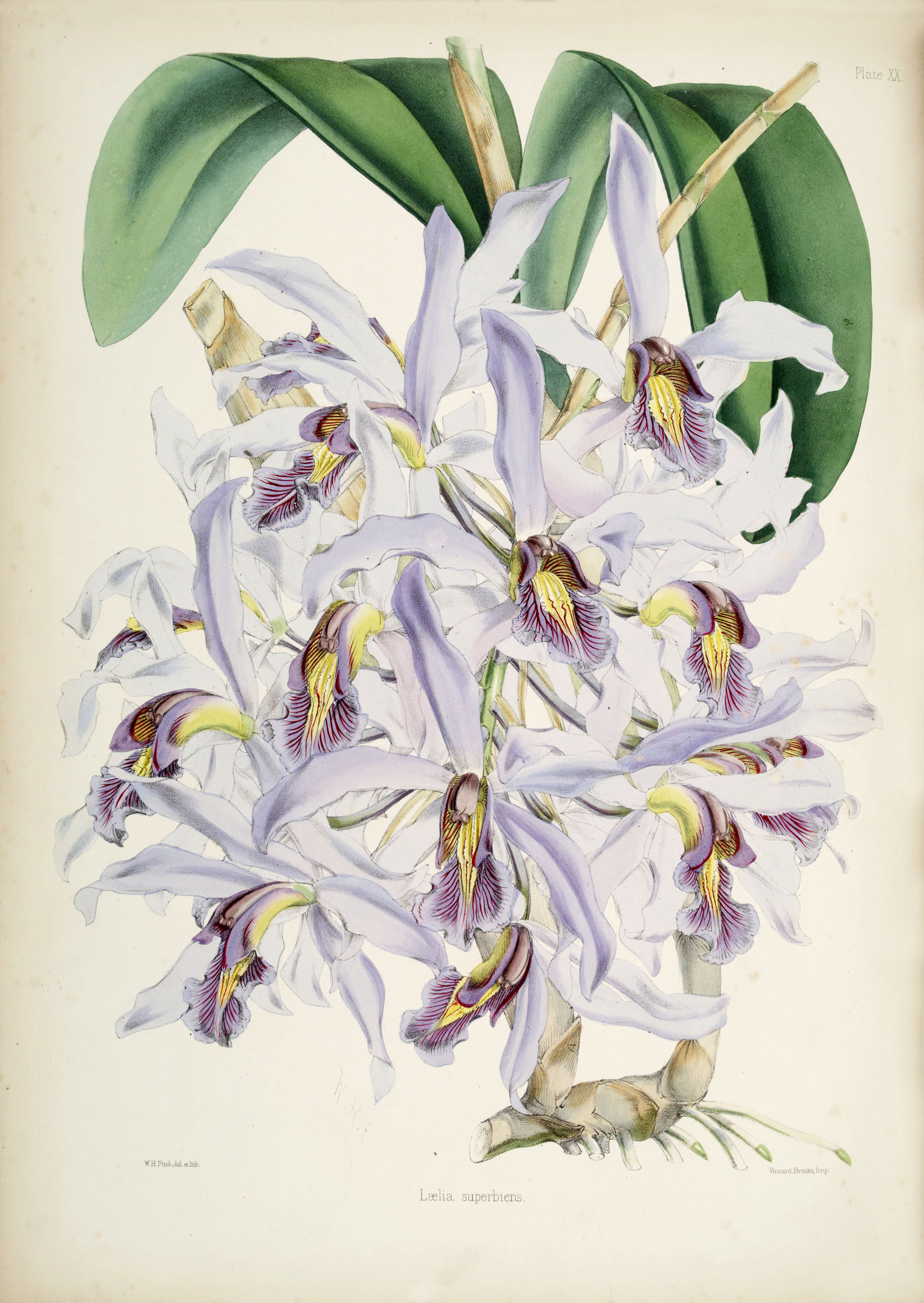